# 320153 Eglitis
320153 Eglitis este o planetă minoră (asteroid) din centura de asteroizi. A fost descoperită pe 23 martie 2007 la Molėtai⁠(d) de Kazimieras Černis⁠(d) și a fost numită după Ilgmārs Eglītis⁠(d). 
Obiectul prezintă o orbită caracterizată de o semiaxă mare de 3,1485030951174 UAi, o excentricitate de 0,05, o înclinație de 16 ° în raport cu ecliptica.